# S 1 (fartyg)
S 1 (tidigare Rjányj (Рьяный = ivrig) och Sová (Сова = uggla); varvsnummer: 112) var en ryskbyggd stor torpedbåt av Sokol-klass som övertogs av finska flottan efter frihetskriget. Fartyget sänktes som övningsmål år 1930.

## Systerfartyg i den finländska flottan

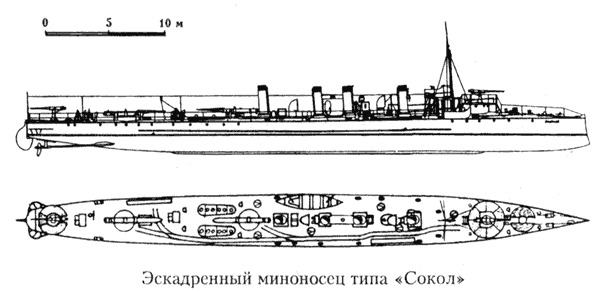
Sokol -klass torpedbåt.

| Namn | Tjänstgöring i den finländska marinen |
| --- | ------------------------------------- |
| torpedbåten S 1                                                                                                   | 1918—1930                             |
| torpedbåten S 2                                                                                                   | 1918—1925 (†)                         |
| torpedbåten S 3                                                                                                   | 1918—1922 (*)                         |
| torpedbåten S 4                                                                                                   | 1918—1922 (*)                         |
| torpedbåten S 5                                                                                                   | 1918—1944                             |
| torpedbåten S 6                                                                                                   | 1918—1922 (*)                         |
| † förliste den 4 oktober 1925 * gavs tillbaka till Sovjetunionen 1922 i enlighet med fredsfördraget i Tartu 1920. |                                       |